# Arothron firmamentum
Arothron firmamentum es una especie de peces de la familia Tetraodontidae en el orden de los Tetraodontiformes.

## Morfología
Los machos pueden llegar alcanzar los 35 cm de longitud total.

## Hábitat
Es un pez de mar de clima subtropical y demersal que vive entre 10-360 m de profundidad.

## Distribución geográfica
Se encuentra desde el sur del Japón hasta Australia (Nueva Gales del Sur, Australia Meridional y Tasmania) y Nueva Zelanda .

## Observaciones
No se puede comer ya que es  venenoso para los humanos.